# Ivan Vuković
Ivan Vuković (in serbo Иван Вуковић?; Titograd, 9 febbraio 1987) è un ex calciatore montenegrino, di ruolo attaccante.

## Carriera

### Club
Nel 2004 inizia la carriera nello Zeta, squadra montenegrina di calcio. Con lo Zeta gioca per due stagioni, contando 56 presenze e 15 gol in campionato. Nel 2006 viene acquistato dal Budućnost, squadra con la quale vince il Prva crnogorska fudbalska liga 2007-2008. Nel 2011 diventa un giocatore dell'Hajduk Spalato. Il 9 agosto 2012 segna il goal del 2 a 0 contro l'Inter a San Siro nella partita valida per il terzo turno preliminare di Europa League, risultato che però non consentirà alla sua squadra di passare il turno in virtù del risultato dell'andata che vide vincere l'Inter per 3 a 0.

### Nazionale
Con la nazionale montenegrina ha giocato una partita, nel 2009.

## Statistiche

### Cronologia presenze e reti in nazionale
| Cronologia completa delle presenze e delle reti in nazionale ― Montenegro | Cronologia completa delle presenze e delle reti in nazionale ― Montenegro | Cronologia completa delle presenze e delle reti in nazionale ― Montenegro | Cronologia completa delle presenze e delle reti in nazionale ― Montenegro | Cronologia completa delle presenze e delle reti in nazionale ― Montenegro | Cronologia completa delle presenze e delle reti in nazionale ― Montenegro | Cronologia completa delle presenze e delle reti in nazionale ― Montenegro | Cronologia completa delle presenze e delle reti in nazionale ― Montenegro |
| Data                                                                      | Città                                                                     | In casa                                                                   | Risultato                                                                 | Ospiti                                                                    | Competizione                                                              | Reti                                                                      | Note                                                                      |
| ------------------------------------------------------------------------- | ------------------------------------------------------------------------- | ------------------------------------------------------------------------- | ------------------------------------------------------------------------- | ------------------------------------------------------------------------- | ------------------------------------------------------------------------- | ------------------------------------------------------------------------- | ------------------------------------------------------------------------- |
| 18-11-2009                                                                | Podgorica                                                                 | Montenegro                                                                | 1 – 0                                                                     | Bielorussia                                                               | Amichevole                                                                | -                                                                         | 78’                                                                       |
| Totale                                                                    |                                                                           | Presenze                                                                  | 1                                                                         |                                                                           | Reti                                                                      | 0                                                                         |                                                                           |

## Palmarès

### Club

#### Competizioni nazionali
- Campionato montenegrino: 1

Buducnost: 2007-2008
- Coppa di Croazia: 1

Hajduk Spalato: 2012-2013

### Individuale
- Migliore calciatore del campionato montenegrino: 1

2009-2010